# All-Star Game LNB 2023
Le All-Star Game LNB 2023 est la 37e édition du All-Star Game LNB. Il se déroule le 30 décembre 2023 à l'Accor Arena de Paris. L’équipe des All-Stars Monde bat l’équipe des All-Stars France 154-149 après prolongations. Mike James est élu MVP de la rencontre avec 34 points, dans un match également marqué par les 44 points de Nadir Hifi, record du All Star Game égalé. L'événement est diffusé simultanément sur la plateforme Skweek.tv et sur La chaîne L'Équipe.

## Joueurs
Du 15 au 28 novembre 2023, le public vote sur le site officiel pour son « All Star Français » et son « All Star Étranger » préféré parmi tous les joueurs de Jeep ÉLITE ayant un temps de jeu moyen minimum de 15 minutes depuis le début de la saison 2023-2024. Le 29 novembre 2023, les participants au All-Star Game et aux différents concours sont dévoilés. Les équipes sont désignées par un jury d’experts (composé de représentants de la presse spécialisée et des instances du basket français).

### All-Stars français
| Position       | Joueur            | Équipe         |
| -------------- | ----------------- | -------------- |
| Meneur         | Milan Barbitch    | ADA Blois      |
| Meneur-Arrière | Nando de Colo ¹   | LDLC ASVEL     |
| Arrière        | Nadir Hifi        | Paris          |
| Ailier fort    | Bastien Vautier   | ESSM Le Portel |
| Pivot          | Joffrey Lauvergne | LDLC ASVEL     |

| Position       | Joueur             | Équipe             |
| -------------- | ------------------ | ------------------ |
| Meneur-Arrière | Élie Okobo ¹       | AS Monaco          |
| Arrière        | Paul Lacombe       | Strasbourg         |
| Arrière        | Nicolas Lang       | Limoges CSP        |
| Ailier         | Zaccharie Risacher | JL Bourg-en-Bresse |
| Pivot          | Alexandre Chassang | Limoges CSP        |
| Pivot          | Mathis Dossou-Yovo | Saint-Quentin BB   |
| Pivot          | Yannis Morin       | Chorale de Roanne  |

¹ Nando De Colo déclare forfait pour le All-Star Game à cause d'une blessure et est remplacé par Matthew Strazel (AS Monaco) ; Élie Okobo prend la place de De Colo dans le cinq de départ.

### All-Stars étrangers
| Position | Joueur          | Équipe     |
| -------- | --------------- | ---------- |
| Meneur   | T. J. Shorts    | Paris      |
| Meneur   | Mike James      | AS Monaco  |
| Meneur   | Frank Mason III | SLUC Nancy |
| Ailier   | Alpha Diallo    | AS Monaco  |
| Pivot    | Shevon Thompson | SLUC Nancy |

| Position    | Joueur             | Équipe                  |
| ----------- | ------------------ | ----------------------- |
| Meneur      | D. J. Cooper       | Chorale de Roanne       |
| Meneur      | DeVante' Jones     | Le Mans SB              |
| Arrière     | Aleksej Nikolić    | Élan sportif chalonnais |
| Ailier      | Tyson Ward         | Paris                   |
| Ailier      | Desi Rodriguez     | Nanterre 92             |
| Ailier fort | Isiaha Mike        | JL Bourg-en-Bresse      |
| Pivot       | Ibrahima Fall Faye | Nanterre 92             |

### Entraîneurs
Saša Obradović (Monaco), assisté de Guillaume Vizade (Vichy-Clermont), dirigent l’équipe des All-Stars français. Tuomas Iisalo (Paris), assisté de Julien Cortey (La Rochelle), dirigent l’équipe des All-Stars étrangers.
| 30 décembre 2023 20h45 | Rapport | Français                                                                  | 149–154                  | Étrangers                                         | OT | AccorHotels Arena, Paris Affluence : 15 834 Arbitres : Jules Gaduel Mathieu Hosselet José Soares | Skweek.tv, La chaîne L'Équipe |
| 30 décembre 2023 20h45 | Rapport | Score par quart-temps : 36-36, 32-36, 33-26, 35-38 ; prolongation : 13-18 |                          |                                                   | OT | AccorHotels Arena, Paris Affluence : 15 834 Arbitres : Jules Gaduel Mathieu Hosselet José Soares | Skweek.tv, La chaîne L'Équipe |
| 30 décembre 2023 20h45 | Rapport | Score par mi-temps : 68-72, 68-64                                         |                          |                                                   | OT | AccorHotels Arena, Paris Affluence : 15 834 Arbitres : Jules Gaduel Mathieu Hosselet José Soares | Skweek.tv, La chaîne L'Équipe |
| 30 décembre 2023 20h45 | Rapport | Nadir Hifi, 44 Yannis Morin, 11 Élie Okobo, 9                             | Points Rebonds Passes d. | Mike James, 34 Shevon Thompson, 8 T. J. Shorts, 7 | OT | AccorHotels Arena, Paris Affluence : 15 834 Arbitres : Jules Gaduel Mathieu Hosselet José Soares | Skweek.tv, La chaîne L'Équipe |

## Concours

### Concours des meneurs
T. J. Campbell (Cholet Basket), tenant du titre, conserve le trophée après sa victoire en finale face à T. J. Shorts.
- Notes : 
  - Demi-finales :
    - T. J. Shorts (Paris Basketball) - Ilias Kamardine (Vichy-Clermont) : 2-1
    - T. J. Campbell (Cholet Basket) - Lucas Boucaud (Saint-Quentin BB) : 2-0

  - Finale : T. J. Campbell (Cholet Basket) - T. J. Shorts (Paris Basketball) : 2-0

| Pos.    | Joueur          | Équipe           | taille | Premier tour | Finale |
| ------- | --------------- | ---------------- | ------ | ------------ | ------ |
| Meneur  | T. J. Shorts    | Paris Basketball | 1,75 m | 2            | 0      |
| Arrière | Ilias Kamardine | Vichy-Clermont   | 1,93 m | 1            |        |
| Meneur  | Lucas Boucaud   | Saint-Quentin BB | 1,88 m | 0            |        |
| Meneur  | T. J. Campbell  | Cholet Basket    | 1,75 m | 2            | 2      |

### Concours de tirs à 3 points
Johnny Berhanemeskel (BCM Gravelines-Dunkerque) remporte le trophée, rendant hommage au Sportica, enceinte de Gravelines touchée par un grave incendie cinq jours plus tôt. Lors de la présentation, il arbore un maillot "59" (département du Nord) floqué du nom "Sportica". Nicolas Lang, tenant du titre, est éliminé à la surprise générale dès le premier tour.
| Pos.    | Joueur               | Équipe                   | taille | Premier tour | Finale |
| ------- | -------------------- | ------------------------ | ------ | ------------ | ------ |
| Arrière | Bryce Brown          | JL Bourg-en-Bresse       | 1,90 m | 13           |        |
| Arrière | Johnny Berhanemeskel | BCM Gravelines-Dunkerque | 1,88 m | 18           | 21     |
| Arrière | Edwin Jackson        | ASVEL Lyon-Villeurbanne  | 1,90 m | 16           | 19     |
| Arrière | Nicolas Lang         | Limoges CSP              | 1,98 m | 15           |        |

### Concours de dunks
Allan Dokossi s'impose en finale contre Tyson Ward, qui a mené le concours jusqu'à la dernière tentative, où les deux candidats ont tenté un dunk depuis la ligne des lancers francs.
- Notes: 
  - Les joueurs sont évalués sur deux dunks lors de chaque manche.
  - Le vainqueur est désigné par le public de l'AccorHotels Arena à l'applaudimètre.
  - Les notes représentent le nombre de décibels.

| Pos.    | Joueur          | Équipe                  | Taille | Premier tour    | Finale         |
| ------- | --------------- | ----------------------- | ------ | --------------- | -------------- |
| Ailier  | Mbaye Ndiaye    | ASVEL Lyon-Villeurbanne | 2,03 m | 197 (96 + 101)  |                |
| Arrière | Killian Malwaya | Paris Basketball        | 1,97 m | 188 (94 + 94)   |                |
| Ailier  | Tyson Ward      | Paris Basketball        | 1,98 m | 203 (100 + 103) | 193 (101 + 92) |
| Ailier  | Allan Dokossi   | JDA Dijon               | 2,03 m | 199 (98 + 101)  | 196 (98 + 98)  |